# Le Rêve américain
Pour les articles homonymes, voir Give Me Liberty et Rêve américain.
Le Rêve américain (en anglais : Give Me Liberty: An American Dream) est une bande dessinée de l'Anglais Dave Gibbons (dessin) et de l'Américain Frank Miller (scénario) publiée par la maison d'édition américaine Dark Horse Comics en 1990 comme une mini-série de quatre comic books.
Ce comics de science-fiction raconte la jeunesse et les premiers combats de Martha Washington, une soldate d'élite afro-américaine née dans un quartier pauvre de Chicago à la fin des années 1990.
Bien accueilli, Le Rêve américain a notamment remporté le prix Eisner de la meilleure mini-série en 1991.
Les quatre volumes ont été publiés en France en 1990-1991 par Zenda sous le titre Liberty et réédités par Delcourt en 2010 sous le titre Le Rêve américain à l'occasion de la publication de l'intégrale Martha Washington.